# Austin Mahone
Austin Mahone (født 4. april 1996 i San Antonio, Texas) er en amerikansk popsanger, der sammen med sin barndomsven Alex Constancio lagde videoer ud på deres fælles YouTube-kanal, kaldt ShootUsDown, allerede helt tilbage i 2010. Austin havde da i flere år spillet på guitar og trommer, og på et tidspunkt lagde vennen Alex mærke til, at Austins havde en god sangstemme, og fik derved overtalt ham til at lave et cover på YouTube. Dette allerførste cover, som var af "Beautiful Soul" - skrevet af Jesse McCartney, er med årene nået op på et visningstal, der ligger på omkring 350.000. Dette cover blev efterfulgt af flere og flere covers, og de såkaldte "Mahomies" strømmede til. Austin startede derefter sin helt egen YouTube-kanal, hvor han præsterede at få 70 millioner views på sine videoer inden han indgik en kontrakt med et pladeselskab.
I 2012 indgik Austin i en kontrakt med Chase Records, hvoraf hans manager blev Rocco Valdes. Austin måtte derfor flytte fra San Antonio, hans barndomsby, til storbyen Miami, hvor hans pladeselskab er placeret. Han flyttede derfor fra alle sine venner og sin familie - på nær hans mor, Michelle Mahone (bedre kendt som 'Mama Mahone'), som flyttede med ham.
Austins første single "11:11" udkom den 14. februar 2012. Knap et halvt år senere, den 30. August 2012, udkom hans anden single "Say Something". Austin Mahone blev valgt til at opvarme for Taylor Swift på hendes "Red Tour" i 2013, hvilket har hjulpet ham et langt stykke på sin karrierevej. Den 30. Juni 2013 udkom popsangerens tredje single "What About Love", som har opnået over 51 millioner visninger på YouTube. I 2014 kom hans album med navn "The Secret" blandt andet med sangene Secret og What About Love.
Austin skriver selv sange og han komponerer også nogle gange musikken til. Han er katolik, og han er glad for at gå i kirke. Austin er meget musikalsk indrettet - han kan spille på guitar, klaver, trommer og synge.

## Tidlige liv
Austin blev født i San Antonio, Texas. Hans far døde da han var 16 måneder gammel, så han voksede op som enebarn med sin mor. Han gik på Lady Bird Johnson High School, men droppede ud og blev i stedet undervist hjemme, fordi han på grund af sin stigende berømmelse ikke kunne være i fred i skolen.